# Handwerkers Vriendenkring

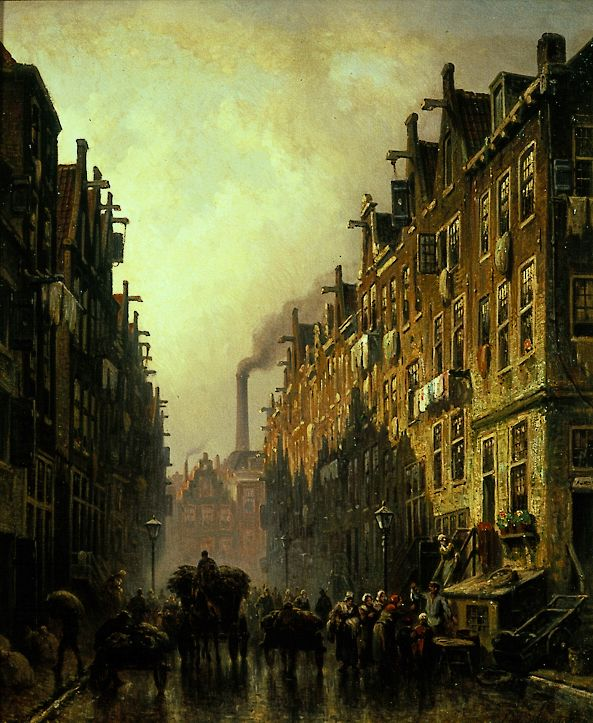
Een groot deel van de joods-Amsterdamse bevolking woonde in de 19e eeuw in weinig benijdenswaardige omstandigheden op en rond de Jodenbreestraat, Valkenburg, Uilenburg, Vlooienburg (bij het Waterlooplein) en Rapenburg.

De Handwerkers Vriendenkring was een op 4 april 1869 in Amsterdam opgerichte vereniging, met als doel de verbetering van de levensomstandigheden van joodse Amsterdammers.
De vereniging was actief op alle terreinen waarop de leden hulp konden gebruiken zoals: (vak)onderwijs, ziekenzorg, gezondheid, hygiëne, de opvang van probleemjongeren en de jeugdstraathandel. Men verleende financiële ondersteuning en organiseerde lezingen en cursussen. De vereniging hielp ook mensen in acute nood; zoals de slachtoffers van de hongersnood in Rusland en straatarme veenarbeiders in Groningen en Drenthe.
Aanvankelijk kwam men bijeen in het gebouw Adamas aan de Nieuwe Herengracht 95, maar met het groeien van het ledental (in 1899 telde men 1300 leden) betrok men een door Chr. Posthumus Meyjes sr. ontworpen gebouw aan de Nieuwe Achtergracht 140-144 in de Plantage; een welvarend deel van de oude Amsterdamse Joodse buurt. Hier, en na 1924 in de aan de achterzijde grenzende uitbreiding met een entree aan de Roetersstraat 34-36, beschikte men over kantoren, een bibliotheek en feest- en vergaderruimten.
De kring is opgeheven toen de Duitse bezetter in 1942 alle Joodse organisaties verbood. De gerenoveerde gevel aan de Nieuwe Achtergracht 140 draagt, boven de oude entree, nog de tegeltableaux met de naam van de vereniging.

## Gematigd progressief
Bijna 95% van de leden van de gematigd progressieve vereniging waren Joodse arbeiders. Formeel was de 'vriendenkring' een politiek en religieus neutrale belangenvereniging. De vereniging had weliswaar de sociale en culturele verheffing van haar leden tot doel, maar men streefde geen maatschappelijke hervormingen na. Zo ondervond de organisatie ook steun van niet-joodse bestuurders. De vereniging speelde een belangrijke rol bij de emancipatie en integratie van de Joodse arbeidersklasse.
Uit de Sociaal-Democratische Arbeiderspartij (SDAP) gegooide Tribunisten, richtten in 1909 in een vergaderruimte van de Handwerkers Vriendenkring, de Socialistische Democratische Partij (voorloper van de Communistische Partij Nederland (CPN) op.

## Vakbond, ziekenfonds, bouwfonds
Een groot deel van de leden van de Handwerkers Vriendenkring werkte in de diamantindustrie. Uit de gelederen kwam de in 1894 opgerichte Algemene Nederlandse Diamantbewerkersbond voort. Belangrijke initiatieven van de vereniging waren de oprichting van het ziekenfonds Ziekenzorg in 1895, waardoor joodse arbeiders zich konden losmaken van de armenzorg. In 1912 richtte men het Bouwfonds Handwerkers Vriendenkring op, dat een belangrijke bijdrage zou leveren aan de sociale woningbouw in Amsterdam.
Ab Caransa beschrijft de geschiedenis en bezigheden van de organisatie die gedurende 75 jaar een belangrijke rol speelde in het sociale leven van Amsterdamse Joden.
Journaliste Liesbeth van Weezel zegt in Herinnering aan Joods Amsterdam: Later, toen Uilenburg en Marken werden gesaneerd en afgebroken, zijn er grote woningblokken bijgebouwd door Handwerkers Vriendenkring. Daardoor werd het joodse volksleven verplaatst naar de Transvaalbuurt in Amsterdam Oost. Dat speelde zich af achter de gouden rand die het Pretoriusplein toen werd.

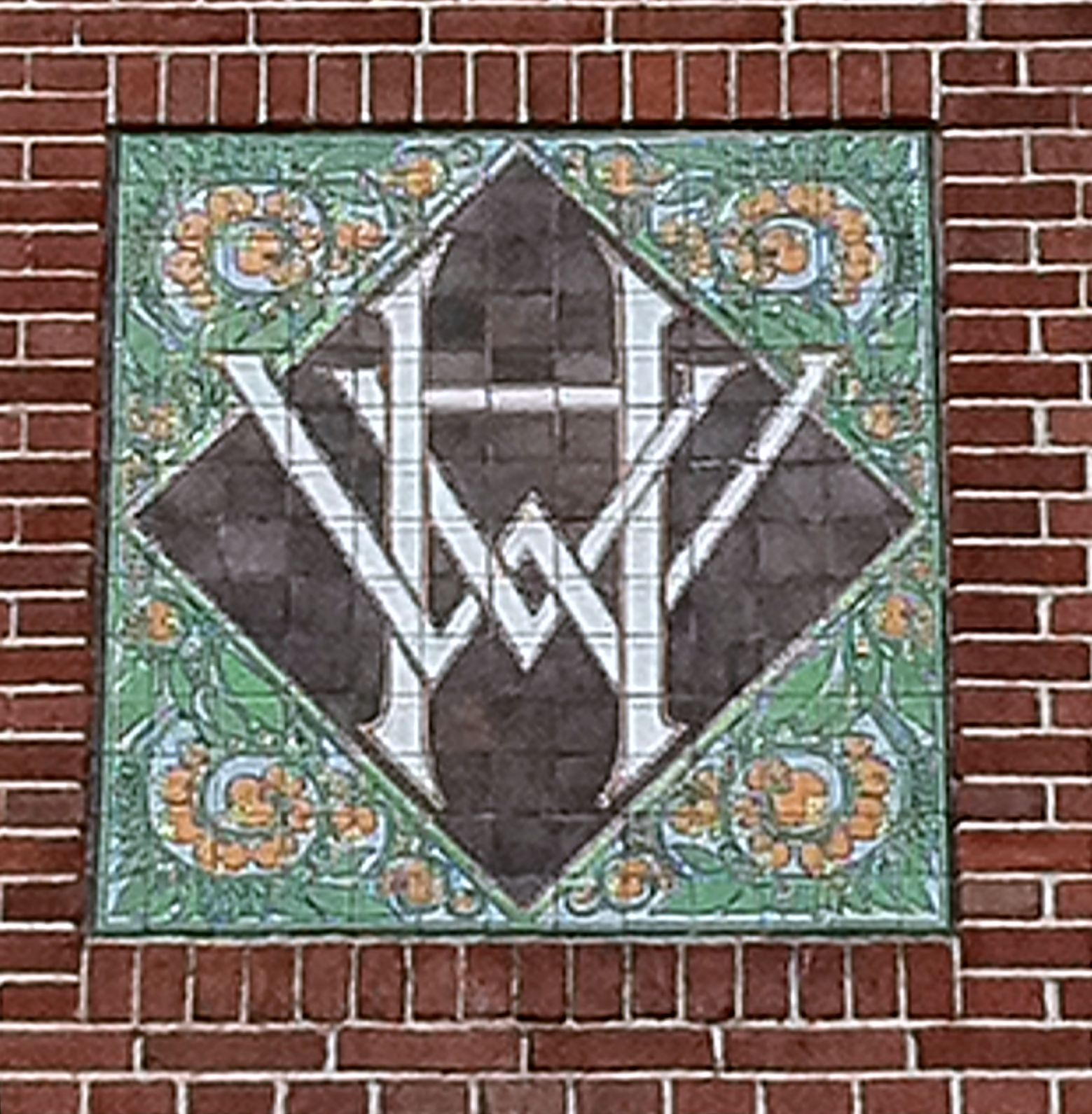
Tegeltableau van de Handwerkers Vriendenkring

## Kriterion
Kort na de Tweede Wereldoorlog zijn de panden aangekocht door de Vereniging Onderlinge Studenten Steun Kriterion (V.O.S.S. Kriterion) en omgebouwd tot Filmtheater Kriterion. De exploitatie is in handen van circa 40 studentmedewerkers. Het ontstaan van de bioscoop komt voort uit het Amsterdamse studentenverzet, en heeft (eveneens als de Handwerkers Vriendenkring) het sociaal en cultureel verheffen van de werknemers en bezoekers in hoog vaandel. Kriterion biedt ook ondersteuning aan vergelijkbare zelforganiserende en autonome projecten in naoorlogse gebieden, zoals in Sarajevo, Liberia, en Palestina.

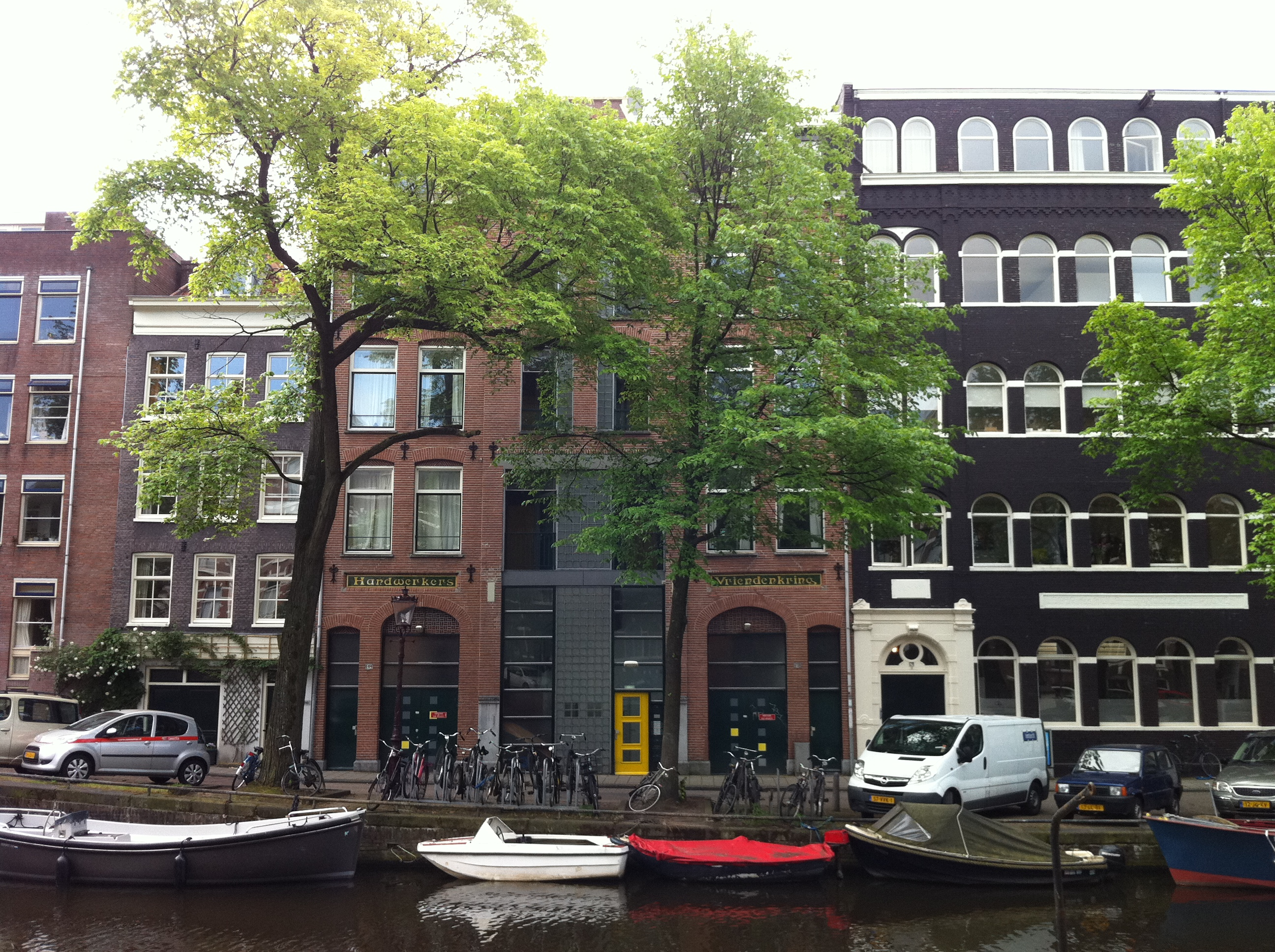
De gerenoveerde gevel van het pand van de Handwerkers Vriendenkring, (1899-1942) Nieuwe Achtergracht 140-144.
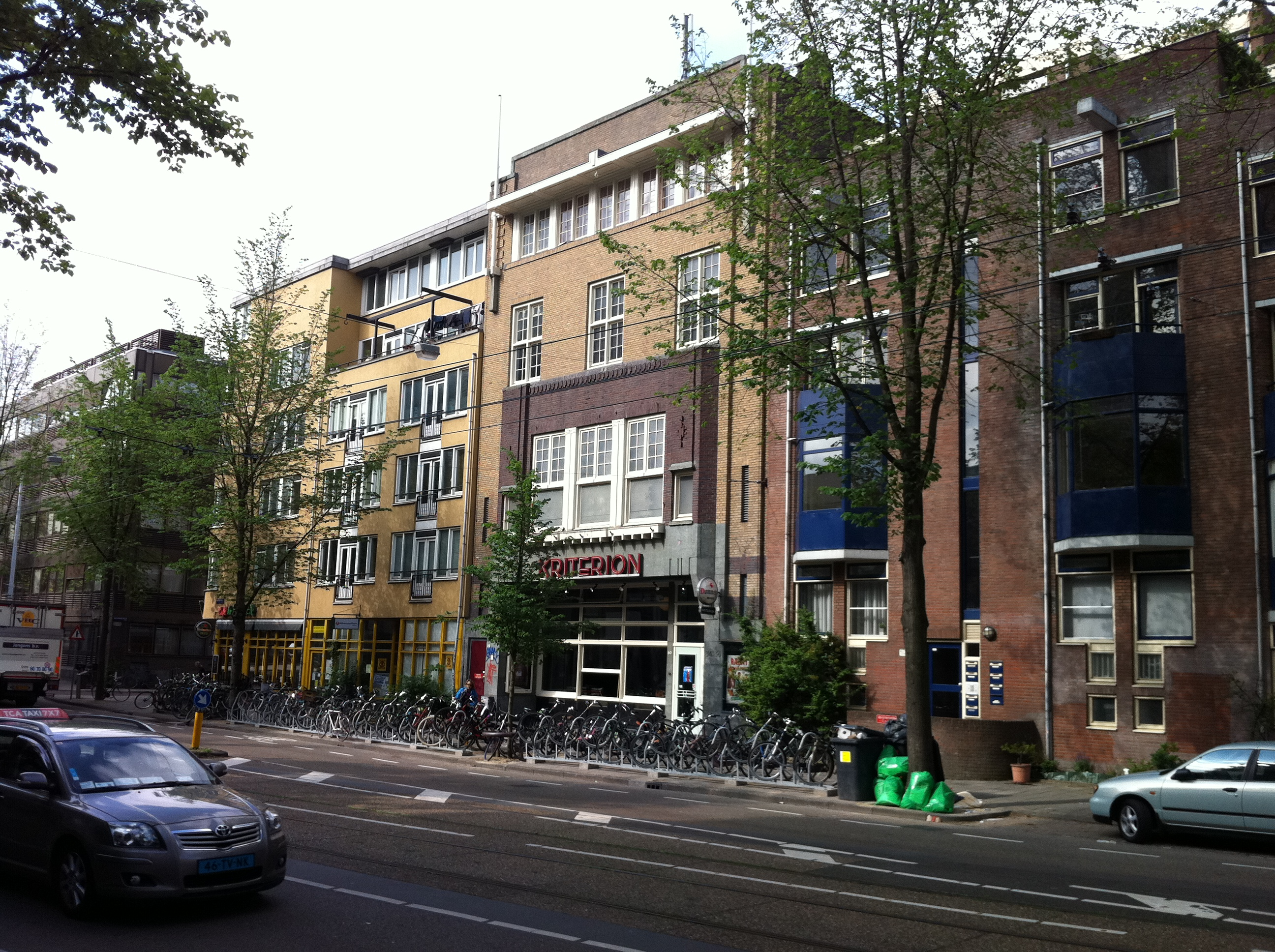
Gevel van de uitbreiding (1925-1942), Roetersstraat 34-36. Na 1945 filmtheater Kriterion.